# Abierto Mexicano Telcel 2020
Abierto Mexicano Telcel 2020 presentado por HSBC byl společný tenisový turnaj mužského okruhu ATP Tour a ženského okruhu WTA Tour, hraný v areálu Mundo Imperial Acapulco Princess na dvorcích s tvrdým povrchem. Probíhal mezi 24. až 29. únorem 2020 v mexickém Acapulcu jako 27. ročník mužské poloviny a jubilejní 20. ročník ženské části turnaje.
Mužský turnaj se řadil do kategorie ATP Tour 500 a jeho dotace činila 2 000 845 amerických dolarů. Ženská polovina hraná s rozpočtem 275 000 dolarů byla součástí kategorie WTA International.
Nejvýše nasazenými hráči v singlových soutěžích se jako v roce 2019 stali druhý tenista světa Rafael Nadal ze Španělska a třicátá čtvrtá hráčka žebříčku Sloane Stephensová ze Spojených států amerických. Jako poslední přímí účastníci do dvouher nastoupili 83. hráč, žebříčku, Američan Mackenzie McDonald, a 108. žena klasifikace Anna Kalinská z Ruska.
Osmdesátý pátý turnaj ve dvouhře na okruhu ATP Tour vyhrál  33letý Rafael Nadal, jen na Mexican Open navázal na antukové triumfy z let 2005 sa 2013. Čtvrtou singlovou trofej na okruhu WTA Tour vybojovala 27letá Britka Heather Watsonová.
Mužskou čtyřhru vyhrála polsko-brazilská dvojice Łukasz Kubot a Marcelo Melo, jejíž členové získali čtrnáctou společnou trofej. Melo již v Acapulku triumfoval v roce 2015 a Kubot v letech 2010 a 2013. Druhý společný titul z ženské čtyřhry na túře WTA si odvezl americko-mexický pár Desirae Krawczyková a Giuliana Olmosová, která se stala vůbec první mexickou šampionkou Abierto Mexicano Telcel.

## Rozdělení bodů a finančních odměn

### Rozdělení bodů
| Soutěž       | vítězové | finalisté | semifinalisté | čtvrtfinalisté | 16 v kole | 32 v kole | Q  | Q2 | Q1 |
| ------------ | -------- | --------- | ------------- | -------------- | --------- | --------- | -- | -- | -- |
| dvouhra mužů | 500      | 300       | 180           | 90             | 45        | 0         | 20 | 10 | 0  |
| čtyřhra mužů | 500      | 300       | 180           | 90             | —         | —         | 20 | 0  | 0  |
| dvouhra žen  | 280      | 180       | 110           | 60             | 30        | 1         | 18 | 12 | 1  |
| čtyřhra žen  | 280      | 180       | 110           | 60             | 1         | —         | —  | —  | —  |

### Finanční odměny
| dvouhra mužů                        | 372 785 $ | 187 110 $ | 94 995 $ | 50 375 $ | 25 730 $ | 14 210 $ |
| čtyřhra mužů                        | 119 750 $ | 58 620 $  | 29 410 $ | 15 080 $ | 7 790 $  | —        |
| dvouhra žen                         | 43 000 $  | 21 400 $  | 11 600 $ | 6 275 $  | 3 600 $  | 2 300 $  |
| čtyřhra žen                         | 13 580 $  | 7 200 $   | 4 000 $  | 2 300 $  | 1 520 $  | —        |
| částka ve čtyřhře je uvedena na pár |           |           |          |          |          |          |

## Dvouhra mužů

### Nasazení
| Stát                          | Hráč                  | ATP | Nasazení |
| ----------------------------- | --------------------- | --- | -------- |
| Španělsko                     | Rafael Nadal          | 2.  | 1.       |
| Německo                       | Alexander Zverev      | 7.  | 2.       |
| Švýcarsko                     | Stan Wawrinka         | 16. | 3.       |
| Kanada                        | Félix Auger-Aliassime | 18. | 4.       |
| USA                           | John Isner            | 19. | 5.       |
| Austrálie                     | Nick Kyrgios          | 21. | 6.       |
| Bulharsko                     | Grigor Dimitrov       | 22. | 7.       |
| Srbsko                        | Dušan Lajović         | 23. | 8.       |
| Žebříček ATP k 17. únoru 2020 |                       |     |          |

### Jiné formy účasti
Následující hráčí obdrželi divokou kartu do hlavní soutěže:
- Gerardo López Villaseñor
- Cameron Norrie
- Mischa Zverev

Následující hráč nastoupil do hlavní soutěže pod žebříčkovou ochranou:
- Mackenzie McDonald

Následující hráč obdržel do hlavní soutěže zvláštní výjimku:
- Pedro Martínez

Následující hráči postoupili z kvalifikace:
- Damir Džumhur
- Marcos Giron
- Jason Jung
- Tommy Paul

Následující hráči postoupili z kvalifikace jako tzv. šťastní poražení:
- Alex Bolt
- Taró Daniel

### Odhlášení
před zahájením turnaje
- Kevin Anderson → nahradil jej  Kwon Sun-u
- Matteo Berrettini → nahradil jej  Kyle Edmund
- Reilly Opelka → nahradil jej  Taró Daniel
- Lucas Pouille → nahradil jej  Steve Johnson
- Jordan Thompson → nahradil jej  Alex Bolt

### Skrečování
- Nick Kyrgios (poranění zápěstí)

## Mužská čtyřhra

### Nasazení
| Stát                                                                                   | Hráč                 | Stát      | Hráč             | ATP | Nasazení |
| -------------------------------------------------------------------------------------- | -------------------- | --------- | ---------------- | --- | -------- |
| Kolumbie                                                                               | Juan Sebastián Cabal | Kolumbie  | Robert Farah     | 3.  | 1.       |
| Polsko                                                                                 | Łukasz Kubot         | Brazílie  | Marcelo Melo     | 17. | 2.       |
| Španělsko                                                                              | Marcel Granollers    | Argentina | Horacio Zeballos | 22. | 3.       |
| Austrálie                                                                              | Max Purcell          | Austrálie | Luke Saville     | 79. | 4.       |
| Žebříček ATP k 17. únoru 2020; číslo je součtem žebříčkového postavení obou členů páru |                      |           |                  |     |          |

### Jiné formy účasti
Následující páry obdržely divokou kartu do hlavní soutěže:
- Feliciano López /  Marc López
- Alexander Zverev /  Mischa Zverev

Následující pár postoupil z kvalifikace:
- Nicholas Monroe /  Jackson Withrow

Následující pár postoupili z kvalifikace jako tzv. šťastný poražený:
- Luis David Martínez /  Miguel Ángel Reyes-Varela

### Odhlášení
před zahájením turnaje
- Jordan Thompson

v průběhu turnaje
- Taylor Fritz

## Ženská dvouhra

### Nasazení
| Stát                          | Hráčka             | WTA | Nasazení |
| ----------------------------- | ------------------ | --- | -------- |
| USA                           | Sloane Stephensová | 34. | 1.       |
| Čína                          | Wang Ja-fan        | 57. | 2.       |
| Česko                         | Marie Bouzková     | 60. | 3.       |
| USA                           | Lauren Davisová    | 62. | 4.       |
| USA                           | Venus Williamsová  | 66. | 5.       |
| Čína                          | Ču Lin             | 69. | 6.       |
| Spojené království            | Heather Watsonová  | 74. | 7.       |
| Japonsko                      | Nao Hibinová       | 75. | 8.       |
| Žebříček WTA k 17. únoru 2020 |                    |     |          |

### Jiné formy účasti
Následující hráčky obdržely divokou kartu do hlavní soutěže:
- Katie Volynetsová
- Venus Williamsová
- Renata Zarazúaová

Následující hráčky nastoupily do hlavní soutěže pod žebříčkovou ochranou:
- Kateryna Bondarenková
- Katie Boulterová
- Shelby Rogersová
- Anna Karolína Schmiedlová
- Coco Vandewegheová

Následující hráčky se probojavaly do hlavní soutěže z kvalifikace:
- Usue Maitane Arconadová
- Caroline Dolehideová
- Sara Erraniová
- Leylah Fernandezová
- Kaja Juvanová
- Wang Si-jü

Následující hráčka postoupila z kvalifikace jako tzv. šťastná poražená:
- Francesca Di Lorenzová

### Odhlášení
před zahájením turnaje
- Fiona Ferrová → nahradila ji  Heather Watsonová
- Madison Keysová → nahradila ji  Francesca Di Lorenzová
- Kateryna Kozlovová → nahradila ji  Nao Hibinová
- Rebecca Petersonová → nahradila ji   Coco Vandewegheová

## Ženská čtyřhra

### Nasazení
| Stát                                                                                   | Hráčka                   | Stát      | Hráčka              | WTA  | Nasazení |
| -------------------------------------------------------------------------------------- | ------------------------ | --------- | ------------------- | ---- | -------- |
| Španělsko                                                                              | Georgina García Pérezová | Španělsko | Sara Sorribes Tormo | 115. | 1.       |
| USA                                                                                    | Desirae Krawczyková      | Mexiko    | Giuliana Olmosová   | 123. | 2.       |
| Austrálie                                                                              | Ellen Perezová           | Austrálie | Storm Sandersová    | 131. | 3.       |
| Austrálie                                                                              | Monique Adamczaková      | USA       | Maria Sanchezová    | 152. | 4.       |
| Žebříček WTA k 17. únoru 2020; číslo je součtem žebříčkového postavení obou členů páru |                          |           |                     |      |          |

### Jiné formy účasti
Následující páry obdržely divokou kartu do hlavní soutěže:
- Sara Erraniová /  Daniela Seguelová
- Marcela Zacaríasová /  Renata Zarazúaová

Následující pár nastoupil jako náhradník:
- Arantxa Rusová /  Tamara Zidanšeková

### Odhlášení
před zahájením turnaje
- Renata Zarazúaová

v průběhu turnaje
- Sara Erraniová

## Přehled finále

### Mužská dvouhra
- Rafael Nadal vs.  Taylor Fritz, 6–3, 6–2

### Ženská dvouhra
- Heather Watsonová vs.  Leylah Fernandezová, 6–4, 6–7(8–10), 6–1

### Mužská čtyřhra
- Łukasz Kubot /  Marcelo Melo vs.  Juan Sebastián Cabal /  Robert Farah, 7–6(8–6), 6–7(4–7), [11–9]

### Ženská čtyřhra
- Desirae Krawczyková /  Giuliana Olmosová vs.  Kateryna Bondarenková /  Sharon Fichmanová, 6–3, 7–6(7–5)